# Tour Alto
La tour Alto, est un gratte-ciel de bureaux situé dans le quartier d'affaires de la Défense sur la commune de Courbevoie, près de Paris.

## Histoire
La tour Alto est un projet financé par la SCI White Tower. La promotion, la conception et la construction sont portées par Bouygues Construction, dans le cadre d'un partenariat avec Linkcity, entité de développement immobilier du même groupe. Le projet architectural est imaginé par l’agence IF Architectes et développé en association avec l'agence SRA Architectes.  
Les travaux débutent en septembre 2016 et s'achèvent au 1er semestre 2020.
Les premières étapes ont été la démolition de l'immeuble existant des Saisons, érigé en 1993, et la réalisation d'un parking souterrain, support du futur parvis de la tour Alto.
Elle mesure 160 m depuis la rue et 150 m depuis la dalle de la Défense sur sa seule façade Est pour un total de 38 étages en superstructure et 3 niveaux en infrastructure. Sa forme arrondie s'évase progressivement vers le haut par un décalage de 12 cm vers l'extérieur. Grâce à cette forme, la surface des niveaux passe de 700 m2 au pied de la tour à 1 500 m2 au sommet.
Sur le plan de l'urbanisme, cette tour s'insère pleinement dans la dynamisation du boulevard circulaire souhaitée par l'établissement public Paris La Défense.[réf. souhaitée]

## Entreprises impliquées dans la construction
- Aménageur : Paris La Défense
- Investisseur : SCI White Tower
- Promoteur : Linkcity
- Concepteur constructeur (mandataire de la maîtrise d'œuvre) : Bouygues Bâtiment Île-de-France (filiale Construction Privée)
- Architectes : IF Architectes & SRA Architectes

## Galerie de photographies du chantier

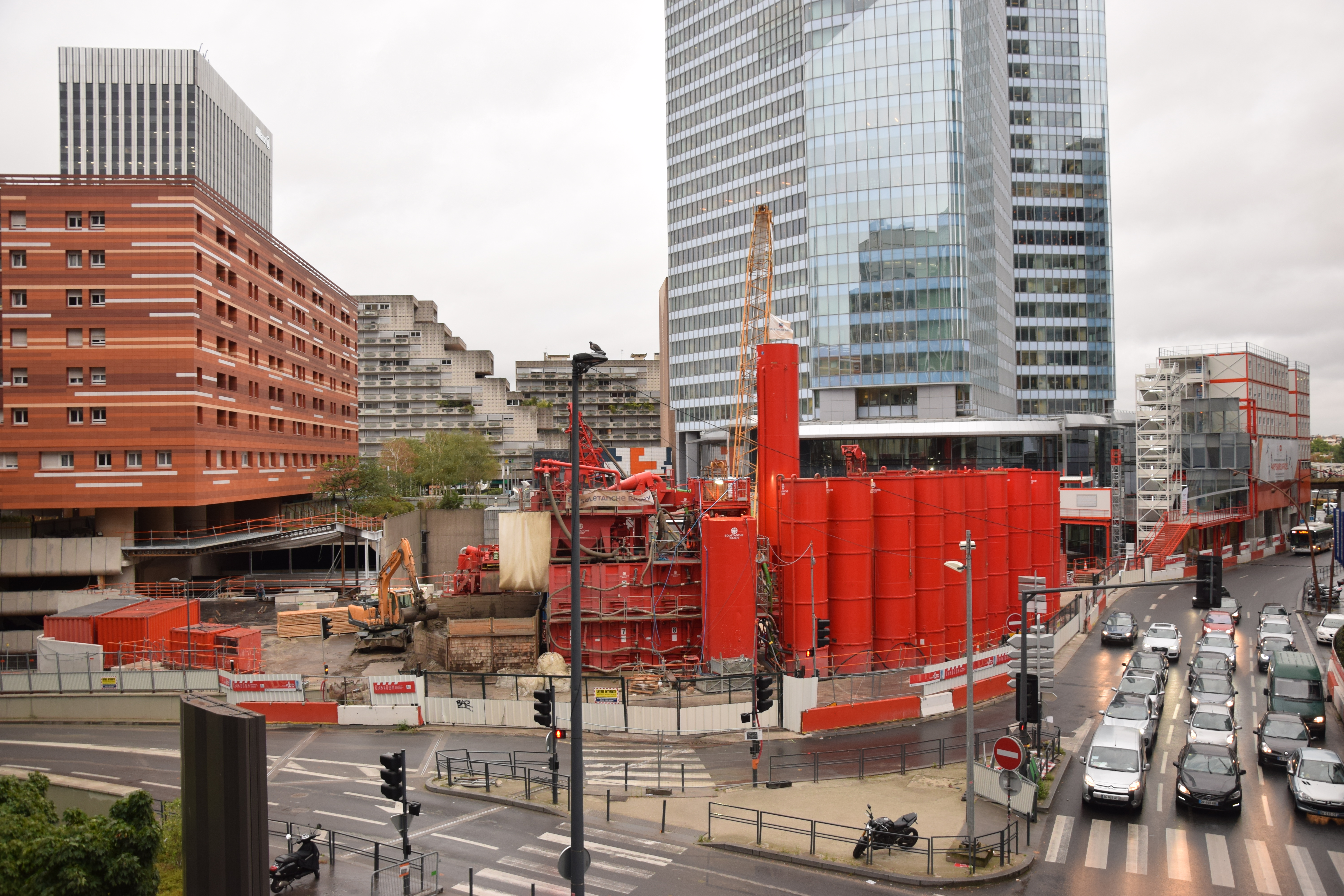
Le 30 août 2017
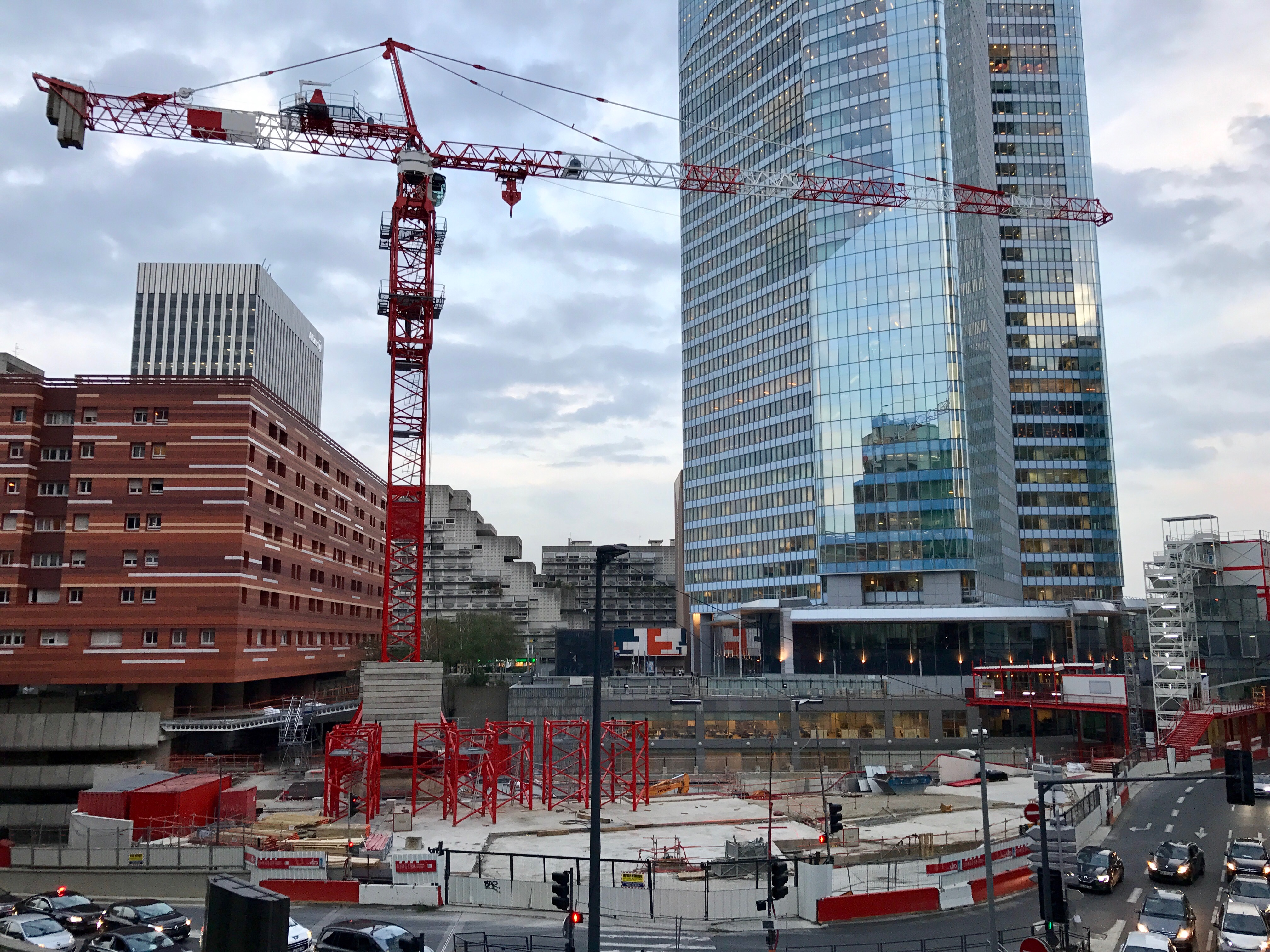
Le 27 septembre 2017
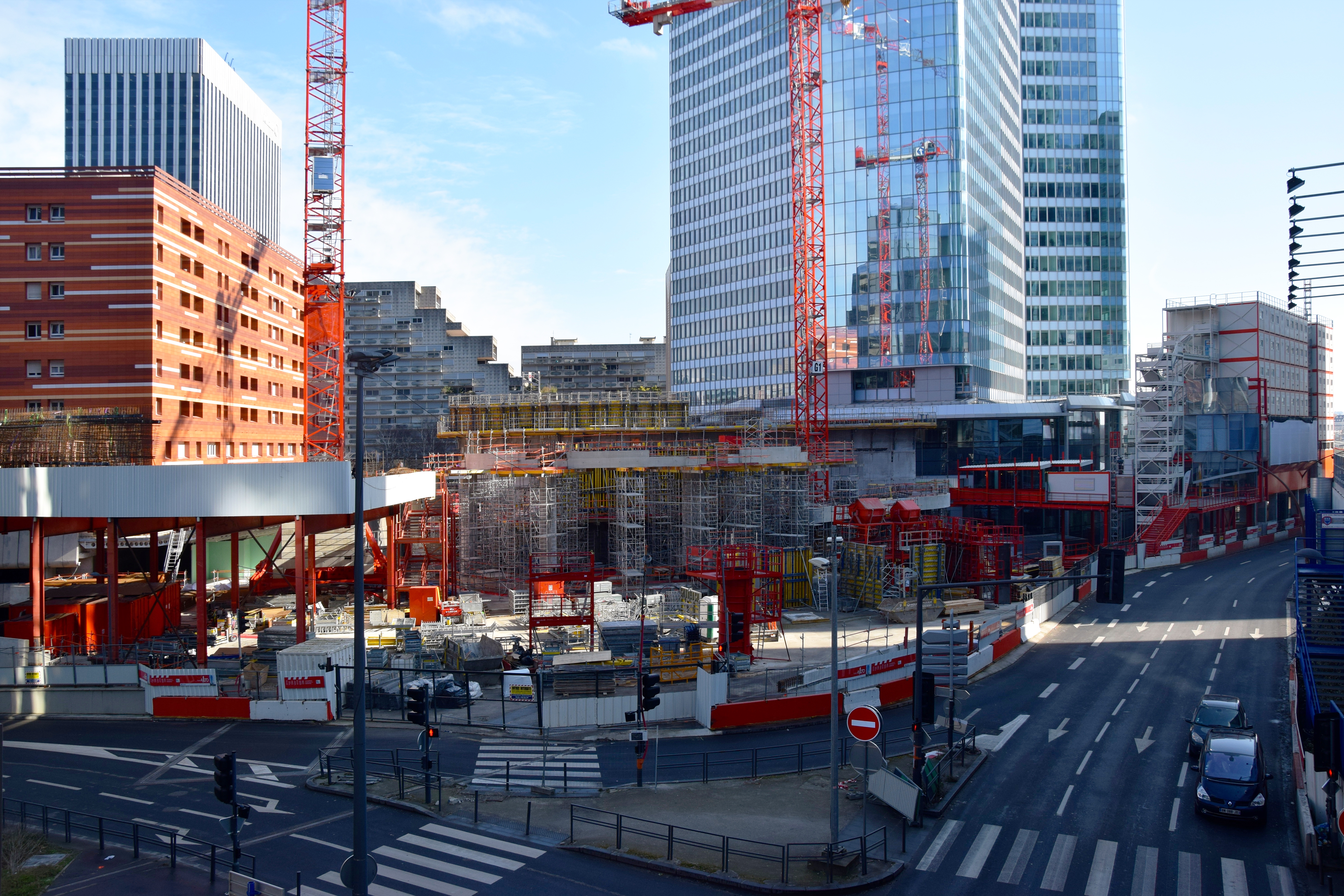
Le 3 mars 2018
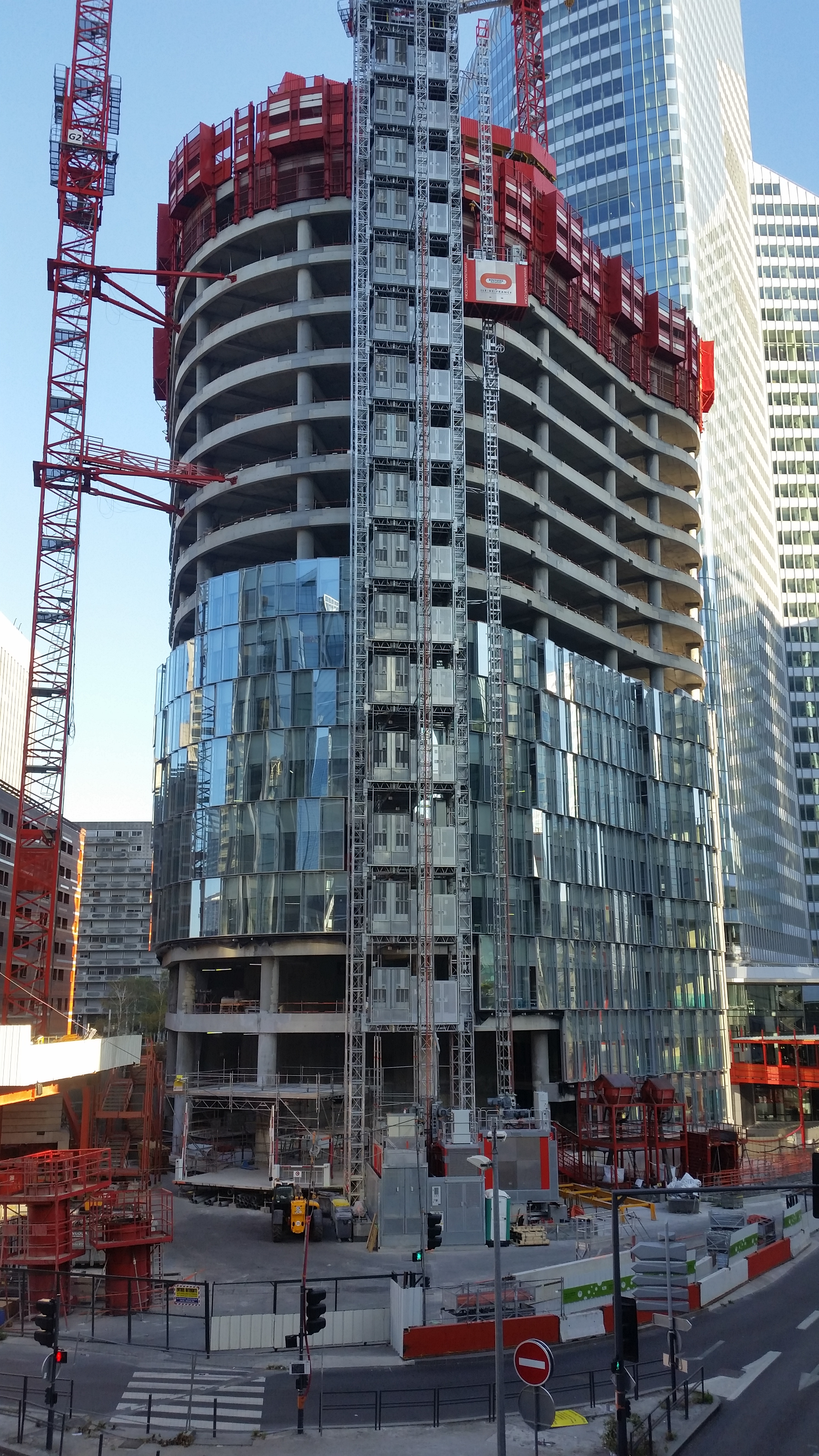
Le 21 octobre 2018
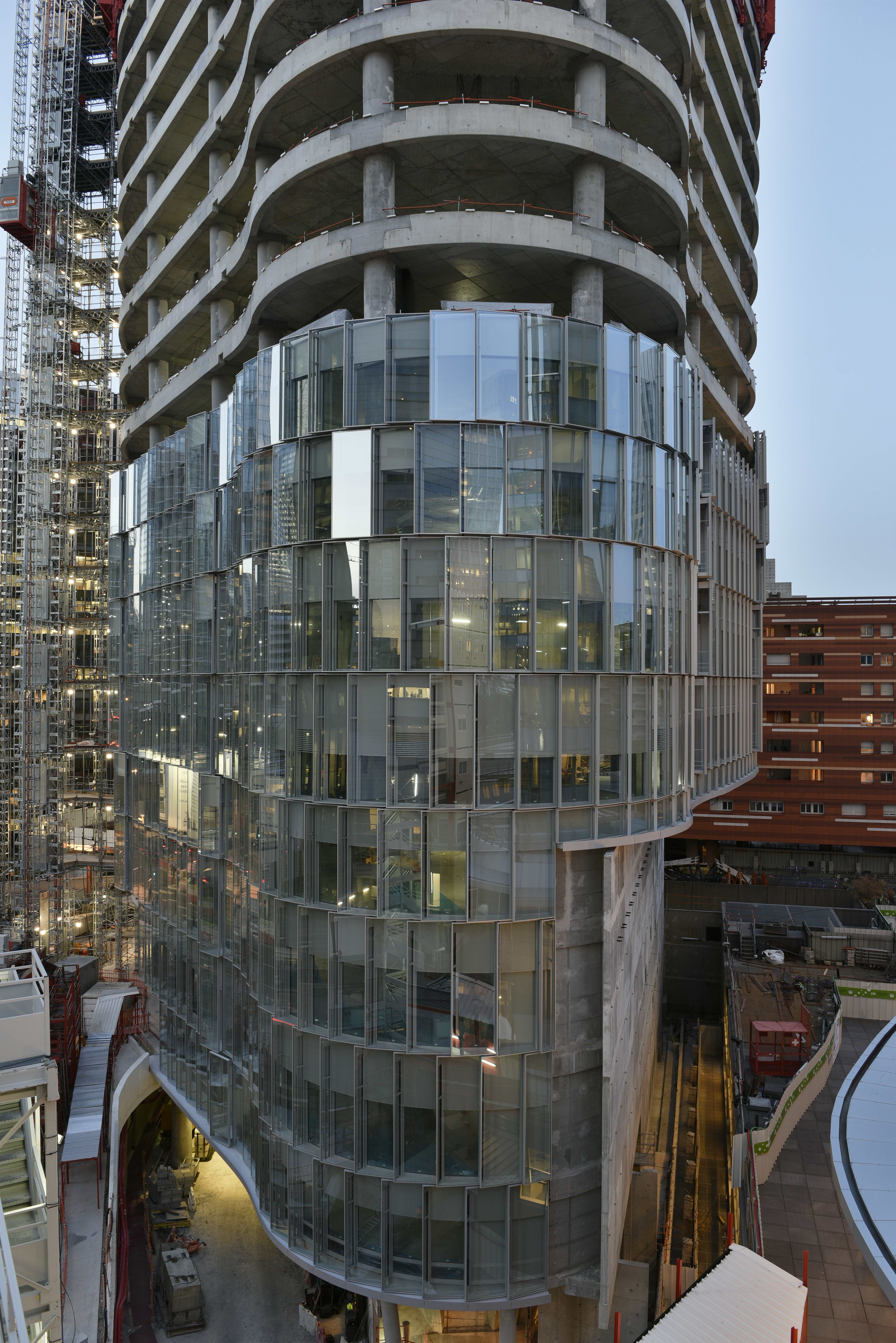
Le 23 octobre 2018